# The Varsity Match
Le Varsity Match est une rencontre annuelle de rugby à XV disputée au mois de décembre, opposant les universités d'Oxford (en bleu foncé) et de Cambridge (en bleu clair). Le MMC Trophy est alors attribué au vainqueur. De nombreux internationaux et dirigeants anglais ont participé à ces joutes régulières, où un joueur ne peut s'inscrire plus de 4 années d'affilée, dans l'une ou l'autre équipe. Les étudiants étrangers sont bien entendu admis, à l'image de Toshiyuki Hayashi en 1990, capitaine de l'équipe du Japon lors de la Coupe du monde 1991. 

## Palmarès
- 1872 : Oxford (à Oxford)
- 1873-1 : Cambridge (à Cambridge)
- 1873-2 : Nul (sur des terrains neutres alors, surtout à Kennington et Blackheath, jusqu'en 1886)
- 1874 : Nul
- 1875 : Oxford
- 1876 : Cambridge
- 1877 : Oxford
- 1879 : Nul
- 1880-1 : Cambridge
- 1880-2 : Nul
- 1881 : Oxford
- 1882 : Oxford
- 1883 : Oxford
- 1884 : Oxford
- 1885 : Cambridge
- 1886 : Cambridge
- 1887 : Cambridge (à Kensington jusqu'en 1920)
- 1888 : Cambridge
- 1889 : Oxford
- 1890 : Nul
- 1891 : Cambridge
- 1892 : Nul
- 1893 : Oxford
- 1894 : Nul
- 1895 : Cambridge
- 1896 : Oxford
- 1897 : Oxford
- 1898 : Cambridge
- 1899 : Cambridge
- 1900 : Oxford
- 1901 : Oxford
- 1902 : Nul
- 1903 : Oxford
- 1904 : Cambridge
- 1905 : Cambridge
- 1906 : Oxford
- 1907 : Oxford
- 1908 : Nul
- 1909 : Oxford
- 1910 : Oxford
- 1911 : Oxford
- 1912 : Cambridge
- 1913 : Cambridge
- (1914-1918 : pas de match)
- 1919 : Cambridge
- 1920 : Oxford
- 1921 : Oxford (à Twinckenham jusqu'à nos jours)
- 1922 : Cambridge
- 1923 : Oxford
- 1924 : Oxford
- 1925 : Cambridge
- 1926 : Cambridge
- 1927 : Cambridge
- 1928 : Cambridge
- 1929 : Oxford
- 1930 : Nul
- 1931 : Oxford
- 1932 : Oxford
- 1933 : Oxford
- 1934 : Cambridge
- 1935 : Nul
- 1936 : Cambridge
- 1937 : Oxford
- 1938 : Cambridge
- (1939-1945 : pas de match)
- 1946 : Oxford
- 1947 : Cambridge
- 1948 : Oxford
- 1949 : Oxford
- 1950 : Oxford
- 1951 : Oxford
- 1952 : Cambridge
- 1953 : Nul
- 1954 : Cambridge
- 1955 : Oxford
- 1956 : Cambridge
- 1957 : Oxford
- 1958 : Cambridge
- 1959 : Oxford
- 1960 : Cambridge
- 1961 : Cambridge
- 1962 : Cambridge
- 1963 : Cambridge
- 1964 : Oxford
- 1965 : Nul
- 1966 : Oxford
- 1967 : Cambridge
- 1968 : Cambridge
- 1969 : Oxford
- 1970 : Oxford
- 1971 : Oxford
- 1972 : Cambridge
- 1973 : Cambridge
- 1974 : Cambridge
- 1975 : Cambridge
- 1976 : Cambridge
- 1977 : Oxford
- 1978 : Cambridge
- 1979 : Oxford
- 1980 : Cambridge
- 1981 : Cambridge
- 1982 : Cambridge
- 1983 : Cambridge
- 1984 : Cambridge
- 1985 : Oxford
- 1986 : Oxford
- 1987 : Cambridge
- 1988 : Oxford
- 1989 : Cambridge
- 1990 : Oxford
- 1991 : Cambridge
- 1992 : Cambridge
- 1993 : Oxford
- 1994 : Cambridge
- 1995 : Cambridge
- 1996 : Cambridge
- 1997 : Cambridge
- 1998 : Cambridge
- 1999 : Oxford
- 2000 : Oxford
- 2001 : Oxford
- 2002 : Cambridge
- 2003 : Nul
- 2004 : Oxford
- 2005 : Cambridge
- 2006 : Cambridge
- 2007 : Cambridge
- 2008 : Oxford (Oxford 33 – Cambridge 29)
- 2009 : Cambridge (Oxford 27 – Cambridge 31)
- 2010 : Oxford
- 2011 : Oxford
- 2012 : Oxford
- 2013 : Oxford
- 2014 : Oxford
- 2015 : Oxford
- 2016 : Cambridge
- 2017 : Cambridge
- 2018 : Oxford
- 2019 : Cambridge

## Bilan
| Total matchs | Victoire Cambridge | Victoire Oxford | Match nul |
| ------------ | ------------------ | --------------- | --------- |
| 138          | 64                 | 60              | 14        |

## Participants notables
- Paul Ackford (Lock, Cambridge).
- Simon Amor (Demi de mélée, Cambridge).
- Rob Andrew (Demi d'ouverture, Cambridge).
- Stuart Barnes (Demi d'ouverture, Oxford).
- Phil de Glanville (Centre, Oxford).
- Phil Davies (Centre, Cambridge).
- Mark Denney (Centre, Cambridge).
- Simon Halliday (Centre, Oxford).
- Alastair Hignell (Arrière, Cambridge).
- Damian Hopley (Centre, Cambridge).
- Martin Purdy (Lock, Cambridge).
- Marcus Rose (Full back, Cambridge)
- Chris Sheasby (Number 8, Cambridge).
- Oliver Tomaszczyk (Prop, Oxford).
- Victor Ubogu (Prop, Oxford).
- Tony Underwood (Wing, Cambridge).
- Ben Woods (3e ligne, Cambridge).
- David Humphreys (Demi d'ouverture, Oxford).
- Tyrone Howe (Wing, Oxford)
- Mike Gibson (Centre, Cambridge).
- David Quinlan (Centre, Cambridge).
- Joe Ansbro (Centre, Cambridge).
- Simon Danielli (Wing, Oxford).
- Gavin Hastings (Arrière, Cambridge).
- Simon Holmes (Openside 3e ligne, Cambridge).
- Stuart Moffat (Arrière, Cambridge).
- Rob Wainwright (3e ligne, Cambridge).
- Gerald Davies (Wing, Cambridge).
- Onllwyn Brace (Demi d'ouverture, Oxford).
- Eddie Butler (Number 8, Cambridge).
- Gareth Davies (Demi d'ouverture, Oxford).
- Jamie Roberts (Centre, Cambridge).
- Will Rowlands (Deuxième ligne, Oxford).
- Marco Rivaro (Centre, Cambridge).
- Kensuke Iwabuchi (Cambridge).
- Toshiyuki Hayashi (Oxford).
- Thomas Baxter (Demi d'ouverture-1958, 3e ligne-1959, Oxford).
- Roger Davis (Oxford).
- Tom Lawton Snr (Demi d'ouverture, Oxford).
- Brendon Nasser (Number 8, Oxford).
- Bill Ross (Talonneur, Oxford).
- Ainslie Sheil (Oxford).
- Brian Smith (Demi d'ouverture, Oxford).
- Troy Coker (Number 8, Oxford).
- Bob Egerton (Wing, Oxford).
- Joe Roff (Wing, Oxford).
- Dan Vickerman (Lock, Cambridge).
- Ian Williams (Wing, Oxford).
- Chris Laidlaw (Halfback, Oxford).
- David Kirk (Halfback, Oxford).
- Mark Ranby (Centre, Cambridge).
- Anton Oliver (Talonneur, Oxford).
- Mark Robinson (Centre, Cambridge)[1],[2].
- Tommy Bedford (Oxford)
- Nick Mallett (Oxford).
- Anton van Zyl (Lock, Oxford).
- Mathew Guinness-King (Centre, Cambridge).
- Gareth Rees (Demi d'ouverture, Oxford).
- Kevin Tkachuk (Prop, Oxford).
- Andrew Bibby (Winger, Oxford).
- Stan McKeen (3e ligne, Oxford).
- Gary Hein (Wing, Oxford).
- Don James (Prop, Oxford).
- Will Johnson (Prop, Oxford).
- Ray Lehner (Prop, Oxford).
- Doug Rowe (Demi de mélée, Cambridge).
- Adam Russell (Lock, Oxford).
- Kurt Shuman (Arrière, Oxford).
- Nate Brakeley (Lock, Cambridge).